# Pachyceramyia mallitosa
Pachyceramyia mallitosa är en tvåvingeart som först beskrevs av Huckett 1936.  Pachyceramyia mallitosa ingår i släktet Pachyceramyia och familjen husflugor. Inga underarter finns listade i Catalogue of Life.